# Квазикристалл

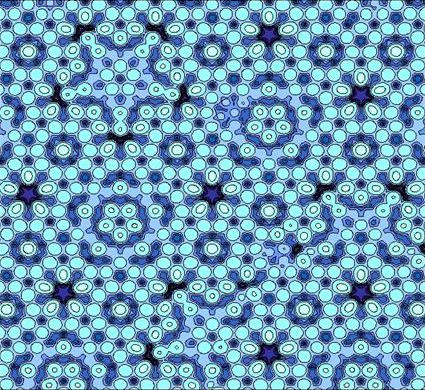
Атомная модель Al-Pd-Mn квазикристалла

Квазикриста́лл (от лат. quasi «наподобие», «нечто вроде») — твёрдое тело, характеризующееся симметрией, запрещённой в классической кристаллографии, и наличием дальнего порядка. Обладает наряду с кристаллами дискретной картиной дифракции.
Математической моделью квазикристаллов являются апериодичные мозаики.

## История
Квазикристаллы наблюдались впервые Даном Шехтманом в экспериментах по дифракции электронов на быстроохлаждённом сплаве Al6Mn, проведённых 8 апреля 1982 года, за что ему в 2011 году была присвоена Нобелевская премия по химии. Первый открытый им квазикристаллический сплав получил название «шехтманит» (англ. Shechtmanite). Статья Шехтмана не была принята к печати дважды и в сокращённом виде была в конце концов опубликована в соавторстве с привлечёнными им известными специалистами И. Блехом, Д. Гратиасом и Дж. Каном. Полученная картина дифракции содержала типичные для кристаллов резкие (Брэгговские) пики, но при этом в целом имела точечную симметрию икосаэдра, то есть, в частности, обладала осью симметрии пятого порядка, невозможной в трёхмерной периодической решётке. Эксперимент с дифракцией изначально допускал объяснение необычного явления дифракцией на множественных кристаллических двойниках, сросшихся в зёрна с икосаэдрической симметрией. Однако вскоре более тонкие эксперименты доказали, что симметрия квазикристаллов присутствует на всех масштабах, вплоть до атомного, и необычные вещества действительно являются новой структурой организации материи.
Позднее выяснилось, что с квазикристаллами физики сталкивались задолго до их официального открытия, в частности, при изучении дебаеграмм, полученных по методу Дебая-Шерера от зёрен интерметаллидов в алюминиевых сплавах в 1940-х годах. Однако в то время икосаэдрические квазикристаллы были ошибочно идентифицированы как кубические кристаллы с большой постоянной решётки. Предсказания о существовании икосаэдрической структуры в квазикристаллах были сделаны в 1981 году Кляйнертом и Маки.
В настоящее время известны сотни видов квазикристаллов, имеющих точечную симметрию икосаэдра, а также десяти-, восьми- и двенадцатиугольника.

## Структура

### Детерминистические и энтропийно-стабилизированные квазикристаллы
Существует две гипотезы о том, почему квазикристаллы являются (мета-)стабильными фазами. Согласно одной гипотезе, стабильность вызвана тем, что внутренняя энергия квазикристаллов минимальна по сравнению с другими фазами, как следствие, квазикристаллы должны быть стабильны и при температуре абсолютного нуля. При этом подходе имеет смысл говорить об определённых положениях атомов в идеальной квазикристаллической структуре, то есть мы имеем дело с детерминистическим квазикристаллом. Другая гипотеза предполагает определяющим вклад энтропии в стабильность. Энтропийно стабилизированные квазикристаллы при низких температурах принципиально нестабильны. Сейчас нет оснований считать, что реальные квазикристаллы стабилизируются исключительно за счёт энтропии.

### Многомерное описание
Детерминистическое описание структуры квазикристаллов требует указать положение каждого атома, при этом соответствующая модель структуры должна воспроизводить экспериментально наблюдаемую картину дифракции. Общепринятый способ описания таких структур использует тот факт, что точечная симметрия, запрещённая для кристаллической решетки в трёхмерном пространстве, может быть разрешена в пространстве большей размерности D. Согласно таким моделям структуры, атомы в квазикристалле находятся в местах пересечения некоторого (симметричного) трёхмерного подпространства RD (называемого физическим подпространством) с периодически расположенными многообразиями с краем размерности D-3, трансверсальными физическому подпространству.

### Правила сборки
Многомерное описание не даёт ответа на вопрос о том, как локальные межатомные взаимодействия могут стабилизировать квазикристалл. Квазикристаллы обладают парадоксальной с точки зрения классической кристаллографии структурой, предсказанной из теоретических соображений (мозаики Пенроуза). Теория мозаик Пенроуза позволила отойти от привычных представлений о федоровских кристаллографических группах (основанных на периодических заполнениях пространства).

## Металлургия
Получение квазикристаллов затрудняется тем, что все они либо метастабильны, либо образуются из расплава, состав которого отличается от состава твёрдой фазы (инконгруэнтность).

## Натуральные квазикристаллы
Породы с природными Fe-Cu-Al-квазикристаллами найдены на Корякском нагорье в 1979 году. Однако только в 2009 году учёные из Принстона установили этот факт. В 2011 году они выпустили статью, в которой рассказали, что данный квазикристалл (икозахедрит) имеет внеземное происхождение. Летом того же 2011 года в ходе экспедиции в Россию минералоги нашли новые образцы природных квазикристаллов.

## Свойства
- Первоначально экспериментаторам удалось попасть в очень узкую «температурную щель» и получить квазикристаллические материалы с необычными новыми свойствами. Однако позже обнаружены квазикристаллы в системе Al-Cu-Li и других системах, которые могут быть устойчивыми вплоть до температуры плавления и расти практически при равновесных условиях, как и обычные кристаллы.
- Электрическое сопротивление в квазикристаллах, в отличие от металлов, при низких температурах аномально велико, а с ростом температуры уменьшается. В слоистых квазикристаллах, вдоль оси упаковки электросопротивление ведет себя как в нормальном металле, а в квазикристаллических слоях — описанным выше образом.
- Магнитные свойства. Большинство квазикристаллических сплавов — диамагнетики, однако сплавы с марганцем — парамагнетики.
- Механические свойства. Упругие свойства квазикристаллов ближе к упругим свойствам аморфных веществ, чем кристаллических. Они характеризуются пониженными по сравнению с кристаллами значениями упругих модулей. Однако квазикристаллы менее пластичны, чем сходные по составу кристаллы и, вероятно, они смогут играть роль упрочнителей в металлических сплавах.